# Gesundheitsinformation.de
Gesundheitsinformation.de (Eigenschreibweise gesundheitsinformation.de) ist ein deutsches Online-Gesundheitsportal, das Laien evidenzbasierte Informationen zu häufigen Krankheiten, Diagnosen und Gesundheitsfragen anbietet. Für den Inhalt der Website ist das Institut für Qualität und Wirtschaftlichkeit im Gesundheitswesen (IQWiG) verantwortlich, zu dessen gesetzlichem Auftrag die Aufklärung der Öffentlichkeit in gesundheitlichen Fragen zählt.

## Inhalte
Gesundheitsinformation.de soll Erkrankten und anderen Interessierten helfen, Vor- und Nachteile wichtiger Behandlungsmöglichkeiten und Angebote der Gesundheitsversorgung zu verstehen. Die Informationen können Gespräche mit Ärzten und anderen Fachleuten unterstützen, aber nicht ersetzen.
Die auf Gesundheitsinformation.de behandelten Themen sind zu Themengebieten wie Herz-Kreislauf-Erkrankungen, Muskel- und Gelenkerkrankungen, Schwangerschaft und Geburt, Frauengesundheit, Krebs, Männergesundheit, aber auch evidenzbasierte Medizin oder Frühbewertung von Arzneimitteln zusammengefasst.
Die einzelnen Themen sind aufgegliedert in einen Überblick, vertiefende Informationen („Mehr Wissen“, „Was Studien sagen“), Erfahrungsberichte und Entscheidungshilfen: Der Überblick führt ins Thema ein und klärt beispielsweise bei einer Krankheit über Risikofaktoren, Folgen, Diagnose, Vorbeugung, Behandlung und das Leben mit der Erkrankung auf. „Mehr Wissen“ informiert ausführlicher über einzelne Aspekte wie die medikamentöse Behandlung einer Erkrankung oder bestimmte Diagnoseverfahren. Texte aus der Kategorie „Was Studien sagen“ sind knappe Zusammenfassungen des aktuellen Wissensstands zu einer im Titel formulierten Forschungsfrage. In den Erfahrungsberichten kommen Menschen zu Wort, die Erfahrungen mit einer Erkrankung oder einer medizinischen Maßnahme gemacht haben.
Außerdem werden Entscheidungshilfen zur Verfügung gestellt, die Gesundheitsentscheidungen unterstützen. Eine Entscheidungshilfe fasst kurz und verständlich zusammen, um welches Gesundheitsproblem es geht und welche Behandlungsmöglichkeiten es gibt. Sie stellt übersichtlich in Tabellenform dar, welche Vor- und Nachteile jeweils bestehen. Anschließend gibt sie Hilfestellung bei der Strukturierung offener Fragen und Hinweise auf weitere Unterstützungsmöglichkeiten.
Darüber hinaus finden sich auf der Website Erklärungen von Körperfunktionen oder von Behandlungen und Untersuchungen, ein Glossar medizinisch-wissenschaftlicher Begriffe sowie Quizze und Videos. Diese sollen das allgemeine medizinische Verständnis fördern und helfen, Erkrankungen besser zu verstehen. Zu vielen Themen lassen sich Broschüren herunterladen und auf Anfrage auch bestellen. Außerdem werden zu einzelnen Themen Informationen in Leichter Sprache angeboten.
Alle Inhalte sind auch im englischsprachigen Schwesterportal informedhealth.org verfügbar.

## Daten
Seit 2021 greifen monatlich zwischen 3 und 4 Millionen Nutzer auf Gesundheitsinformation.de zu.

## Organisation
Gesundheitsinformation.de ist eine Website des Instituts für Qualität und Wirtschaftlichkeit im Gesundheitswesen (IQWiG). Das 2004 gegründete Institut ist eine fachlich unabhängige wissenschaftliche Einrichtung der gemeinnützigen Stiftung für Qualität und Wirtschaftlichkeit im Gesundheitswesen, die das Ziel verfolgt, evidenzbasierte Entscheidungen in Gesundheitsfragen zu unterstützen.

## Historie
Das Grundkonzept von Gesundheitsinformation.de wurde 2005 entwickelt. Im Februar 2006 wurde der Internetauftritt für die Öffentlichkeit freigeschaltet. Im Mai 2006 folgte der Launch der englischen Schwesterseite informedhealthonline.org, die 2015 in „Informed Health“ umbenannt wurde.

## Themenwahl und Qualitätssicherung
Primär werden Informationen zu einem vom IQWiG aufgestellten Katalog von Themen erarbeitet, der insbesondere häufige Krankheiten, Diagnosen und Gesundheitsfragen umfasst.
Außerdem werden die Hauptergebnisse vieler Gutachten und Berichte des IQWiG für Gesundheitsinformation.de allgemein verständlich aufbereitet, etwa zur frühen Nutzenbewertung von Arzneimitteln. Auch der Gemeinsame Bundesausschuss oder das Bundesministerium für Gesundheit können die Behandlung bestimmter Themen veranlassen. Nutzer können über das Kontaktformular Themen und Inhalte vorschlagen.
Die Textentwürfe werden von Experten begutachtet und vor der Veröffentlichung zur Stellungnahme an verschiedene Gremien, Patientenvertreter und an den Stiftungsvorstand des IQWiG geschickt. Zudem lässt die Redaktion die Texte vorab von Nutzern bewerten. Die Rückmeldungen fließen dann in die Überarbeitung der Texte ein.
Die Informationen werden in der Regel nach drei Jahren aktualisiert.
Das Portal ist am Programm Verlässliches Gesundheitswissen des Deutschen Netzwerks Gesundheitskompetenz beteiligt.

## Finanzierung
Die Nutzung von Gesundheitsinformation.de ist kostenlos. Die Webseite wird wie das gesamte IQWiG aus Zuschlägen für stationäre und ambulante medizinische Behandlungen finanziert, also letztlich aus Beiträgen aller Mitglieder der gesetzlichen Krankenversicherung (GKV). Gesundheitsinformation.de generiert keine Einnahmen aus Werbung oder ähnlichen Quellen.

## Personal und Leitung
Leiter und Chefredakteur von Gesundheitsinformation.de ist seit Mai 2011 Klaus Koch. 2025 arbeiten 32 Personen für Gesundheitsinformation.de. Sie sind ausgebildet in Kommunikations-, Pflege- und Sozialwissenschaften sowie im Bereich evidenzbasierte Gesundheitsinformationen und Medizin.